# Hypobythius moseleyi
Hypobythius moseleyi is een zakpijpensoort uit de familie van de Hypobythiidae. De wetenschappelijke naam van de soort is voor het eerst geldig gepubliceerd in 1882 door Herdman.